# Yann-Ber Piriou
Yann-Ber Piriou (Lannion, 1937) és un escriptor bretó.
Ha escrit nombrosos estudis (Usage spontané et usage littéraire du breton a Les Temps Modernes, 1973) i sobretot : Défense de cracher par terre et de parler breton, antologia bilingüe de la poesia militant de 1950 a 1970 i assaig sobre la llengua i la literatura bretones. També ha escrit assaigs, crítiques i reculls de poesia (Ar mallozhioù ruz…). És autor d'una tesi doctoral sobre la literatura perduda de l'Alta edat mitjana a Bretanya.
També ha treballat sobre l'expressió teatral i la poesia en llengua bretona, dels orígens als nostres dies. És professor de bretó i de cèltic a la Universitat de Rennes II. També és membre d'Unió Democràtica Bretona i ha col·laborat amb el CIEMEN.
Alan Stivell ha musicat dos poemes seus a l'àlbum E Langonned.

## Publicacions
- Usage spontané et usage littéraire du breton
- Défense de cracher par terre et de parler breton, 1971
- Les Temps Modernes, 1973
- Kestell traezh evit kezeg ar mor (amb Didier Squiban), 2001
- Au-delà de la légende… « Anatole Le Braz » Assaig biogràfic